# Burkhard von Ellerbach
Burkhard von Ellerbach († 9. März 1404 in Augsburg) war von 1373 bis 1404 Bischof von Augsburg.
Burkhard von Ellerbach war ein Spross des ursprünglich aus Erbach bei Ulm stammenden Ministerialengeschlechts der Herren von Ellerbach, die im Dienste der Habsburger standen. Er war seit 1355 Domherr in Augsburg und wurde nach dem 1. April 1373 von Papst Gregor XI. zum dortigen Bischof erhoben. Dazu bedurfte es jedoch erst einer persönlichen Initiative in Avignon, um Gregors anfängliche Reservation aus dem Weg zu räumen.
Unter Burkhard erreichte der Konflikt zwischen dem Augsburger Klerus und dem einfachen Volk einen neuen Höhepunkt, nachdem der Patrizier – ein Adliger, der die Stadt verwaltete – verjagt wurde. Daraufhin entwickelte sich auch in Augsburg verstärkt eine Machtstellung der Zünfte und Gilden. Burkhard allerdings unterstützte weiterhin die Nobilität. Die Spannungen wuchsen so lange, bis 1381 einige hochrangige Geistliche aus der Stadt verjagt wurden. Als Burkhard sich auch daraufhin weiter den Wünschen des Volkes widersetzte, brach 1388 ein Aufstand los, bei dem unter anderem die bischöfliche Prägeanstalt, die Dekanei und der Bischofssitz zerstört wurden. Im Folgenden verlor der Bischof fast seine gesamte weltliche Macht.
Von Burkhard ist auch überliefert, dass er entschieden den Einfluss der wyclifschen Lehre bekämpfte, deren Anhänger in Augsburg einen festen Stand erreicht hatten. So ist bekannt, dass Burkhard fünf Männer, die sich weigerten, dieser Lehre abzuschwören, hinrichten ließ.